# Deborah Castillo
Deborah Castillo (Caracas, Venezuela, 1971) es una artista venezolana que reside en la ciudad de Nueva York desde 2014. Se ha dado a conocer por sus obras polémicas, en la que incluye iconos históricos, épicos y políticos. Estudió su licenciatura en Artes Plásticas mención escultura en el Instituto Universitario de Artes Plásticas Armando Reverón y se dio a conocer a la escena artística en 2003, año en el que le fueron otorgados dos importantes premios de arte en la ciudad de Caracas, el premio Salón de Jóvenes con FIA y el premio Eugenio Mendoza.
Ha explorado diversas disciplinas artísticas pero las que más destacan son el video, la fotografía, la escultura, la cerámica escultórica y la performance, disciplinas que entrelaza para ofrecer una obra compleja, llena de referencias históricas y filosóficas. Su trabajo reflexiona sobre la persistencia del patriarcado y pretende desafiar la épica heroica, caudillista y mesiánica.

## Biografía

### Formación

#### Estudios
- En 1989 estudió Artes del Fuego en la Escuela Cristóbal Rojas
- Entre 2000 y 2003 estudió fotografía en La ONG (Organización Nelson Garrido), además fue asistente de Nelson Garrido por varios años.
- Egresó del Instituto Universitario de Estudios Superiores de Artes Plásticas Armando Reverón en la mención de escultura en 2003
- Egresó de la London College of Fashion en 2004[3]

#### Residencias artísticas
- 2015 The Banff  Center. Artist in Residence  Program in Visual Arts, Alberta, Canadá
- 2014 Atlantic Center for the Arts #151, New Smyrna Beach, Florida
- 2007 London Print Studio, London, UK[4]

## Obra
La mayor constante en la obra de Deborah Castillo ha sido su propio cuerpo, pero no de una manera introspectiva, sino usándolo para hacer señalamientos críticos y políticos. Desde "Sucursal CCS" 2006 su individual en la sala Mendoza, en la que se vale de su cuerpo para generar interrogantes sobre la reproducción de la representación y los estereotipos femeninos en relación con la imagen publicitaria, el simulacro y la explotación sexual. Varias puestas en escena integran la muestra lo que genera situaciones inmersivas para los visitantes. Las piezas retan la idea de obra de arte al aproximarse a la noción de objeto consumible y a la estética publicitaria.